# Răscăieți, Ștefan Vodă
Răscăieți este satul de reședință al comunei cu același nume  din raionul Ștefan Vodă, Republica Moldova.

## Demografie

### Structura etnică
Structura etnică a satului Răscăieți conform recensământului populației din 2004:
| Grup etnic                                               | Populație | % Procentaj  |
| -------------------------------------------------------- | --------- | ------------ |
| Băștinași declarați Moldoveni Băștinași declarați Români | 2874 1    | 98,09% 0,03% |
| Ruși                                                     | 18        | 0,61%        |
| Ucraineni                                                | 18        | 0,61%        |
| Țigani                                                   | 9         | 0,31%        |
| Bulgari                                                  | 7         | 0,24%        |
| Găgăuzi                                                  | 1         | 0,03%        |
| Alții                                                    | 2         | 0,07%        |
| Total                                                    | 2930      |              |

## Personalități născute aici
- Semion Lungu (n. 1923), om politic sovietic.